# Volls kommun
Volls kommun (norska: Voll kommune) var en kommun i Møre og Romsdal fylke i västra Norge. Kommunen omfattade den västra delen av nuvarande Rauma kommun. Tätorten Voll utgjorde kommunens centralort.

## Administrativ historik
Volls kommun upprättades den 1 januari 1874 när den dåvarande kommunen Eid og Voll delades i två och de båda kommunerna Eid respektive Voll bildades. Kommunen hade 695 invånare vid upprättandet.
Den 1 januari 1964 gick Volls kommun, tillsammans med kommunerna Eid, Grytten och Hen samt en del av Veøy kommun, upp i den då nybildade Rauma kommun. Kommunens hade då 1 163 invånare.

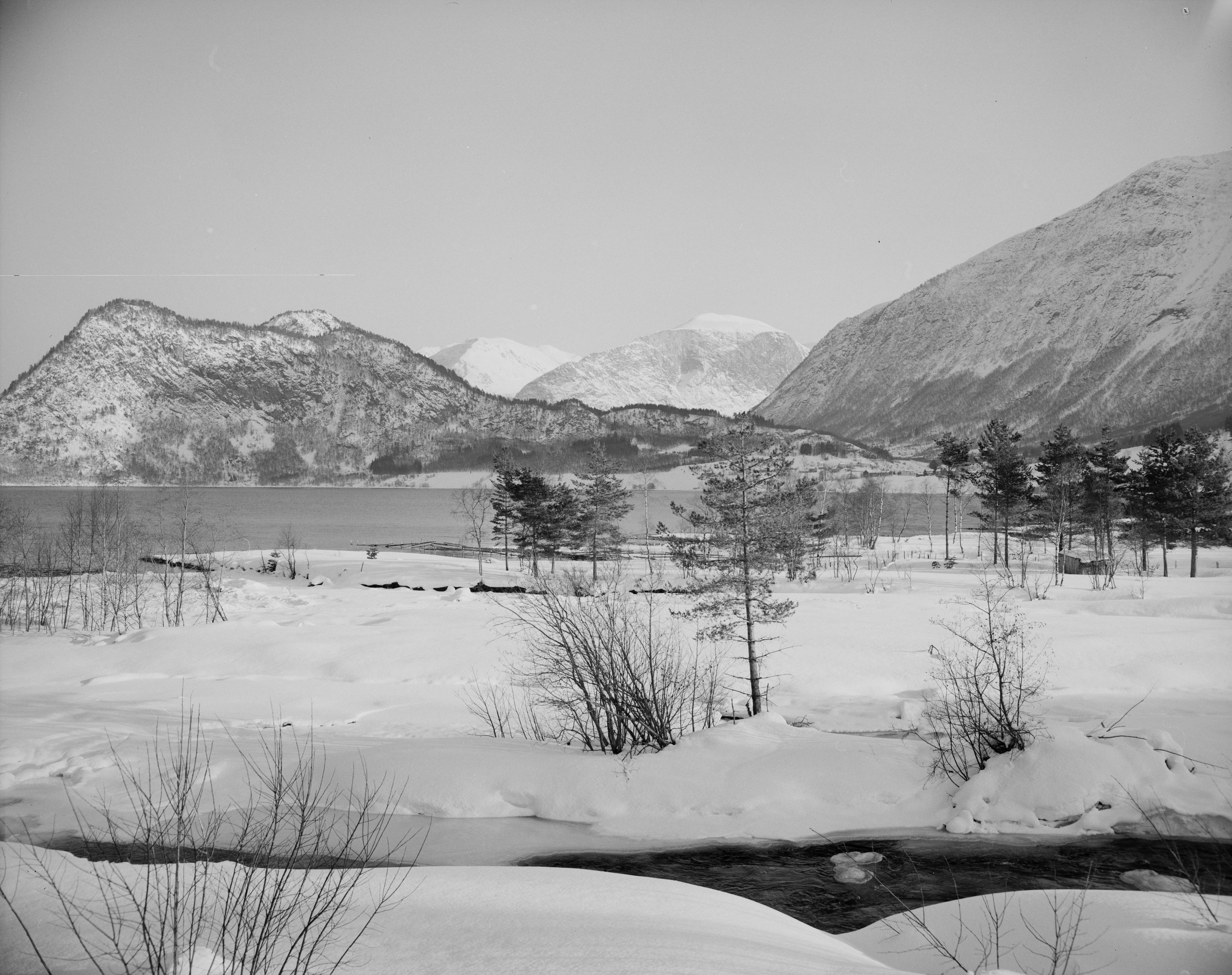
Hovdekollen och Vollabukta.